# Arturo Sandoval
Arturo Sandoval (Artemisa, 6 novembre 1949) è un trombettista, pianista e compositore jazz cubano naturalizzato statunitense.

## Biografia
Affascinato dal bebop di Charlie Parker, Clifford Brown e Dizzy Gillespie quando viveva ancora a Cuba, riuscì a coronare il sogno di esibirsi al fianco dei grandi jazzisti nel 1977, quando ebbe modo di suonare con Gillespie in concerti tenuti in Europa e a Cuba e in seguito entrando a far parte della United Nations Orchestra.
Nel 1990 Sandoval ottenne asilo politico negli Stati Uniti; la cittadinanza statunitense gli fu concessa nel 1998.
Nel 2000 la HBO ha prodotto il film biografico per la TV The Arturo Sandoval Story (titolo originale: For Love or Country: The Arturo Sandoval Story) diretto da Joseph Sargent, protagonista Andy García nella parte di Sandoval.